# Тон Опринсен
Антониус Адријанус Хенрикус Опринсен (хол. Antonius Adrianus Henricus &#34;Toon&#34; Oprinsen; Тилбург, 25. новембар 1910 — Вухт, 14. јануар 1945) био је холандски фудбалски везиста који је играо за Холандију на Светском првенству у фудбалу 1934. године.